# Luis Felipe Sauvalle Torres
Luis Felipe Sauvalle Torres (Santiago, 3 de julio de 1987) es un escritor chileno. Obtuvo el Premio Roberto Bolaño en los años 2010, 2011 y 2012. Ha participado en múltiples ocasiones en la Feria del Libro de Santiago de Chile, así como en la de Buenos Aires. Cursó su pregrado en la Universidad Católica, y postgrado en la Universidad Tongji de China, y en la Universidad de Tartu de Estonia. 

## Biografía
Licenciado en historia de la Universidad Católica y autor de las novelas Dynamuss (Chancacazo, 2012), El Atolladero (2014), Lloren Troyanos (Forja, 2018) y El club de los suicidas (2020). En 2014 su cuento “La marca de Caín” ganó el Premio Biblioteca UAI. Ha sido colaborador de Revista Intemperie, Revista Terminal y del semanario The Clinic.

## Obra
Luis Felipe Sauvalle ha incursionado en las novelas de acción y policiales, así como en cuentos. Ya residiendo en China el 2012 fue galardonado por tercera vez con el Premio Roberto Bolaño por su novela La Ordalía, que más tarde llegaría a ser publicada bajo el título de "El Atolladero". En 2014, su cuento La Marca de Cain, obtuvo el Premio a mejor cuento en el Concurso Literario de las Bibliotecas de la Universidad Adolfo Ibáñez. 

### Novelas
- 2012: Dynamuss, Chancacazo (Santiago).
- 2014: El Atolladero, Chancacazo (Santiago).
- 2020: El club de los suicidas, Forja (Santiago).

### Cuentos
- 2016: Lloren, troyanos, Forja (Santiago).

### En antologías
- 2011: SOS Cesta de Palabras (Barcelona)